# Colmey
Colmey est une commune française située dans le département de Meurthe-et-Moselle en région Grand Est.

## Géographie
Colmey est située dans le Nord-Est de la France, plus précisément en Lorraine, à l'extrême nord de la Meurthe-et-Moselle.
| Charency-Vezin          | Villette     |          |
| Saint-Jean-lès-Longuyon | Colmey       | Longuyon |
| Petit-Failly            | Grand-Failly |          |

### Hydrographie

#### Réseau hydrographique
La commune est dans le bassin versant de la Meuse au sein du bassin Rhin-Meuse. Elle est drainée par la Chiers,.
La Chiers, d'une longueur de 127 km, prend sa source dans la commune de Mont-Saint-Martin et se jette  dans la Meuse à Remilly-Aillicourt, après avoir traversé 46 communes. 

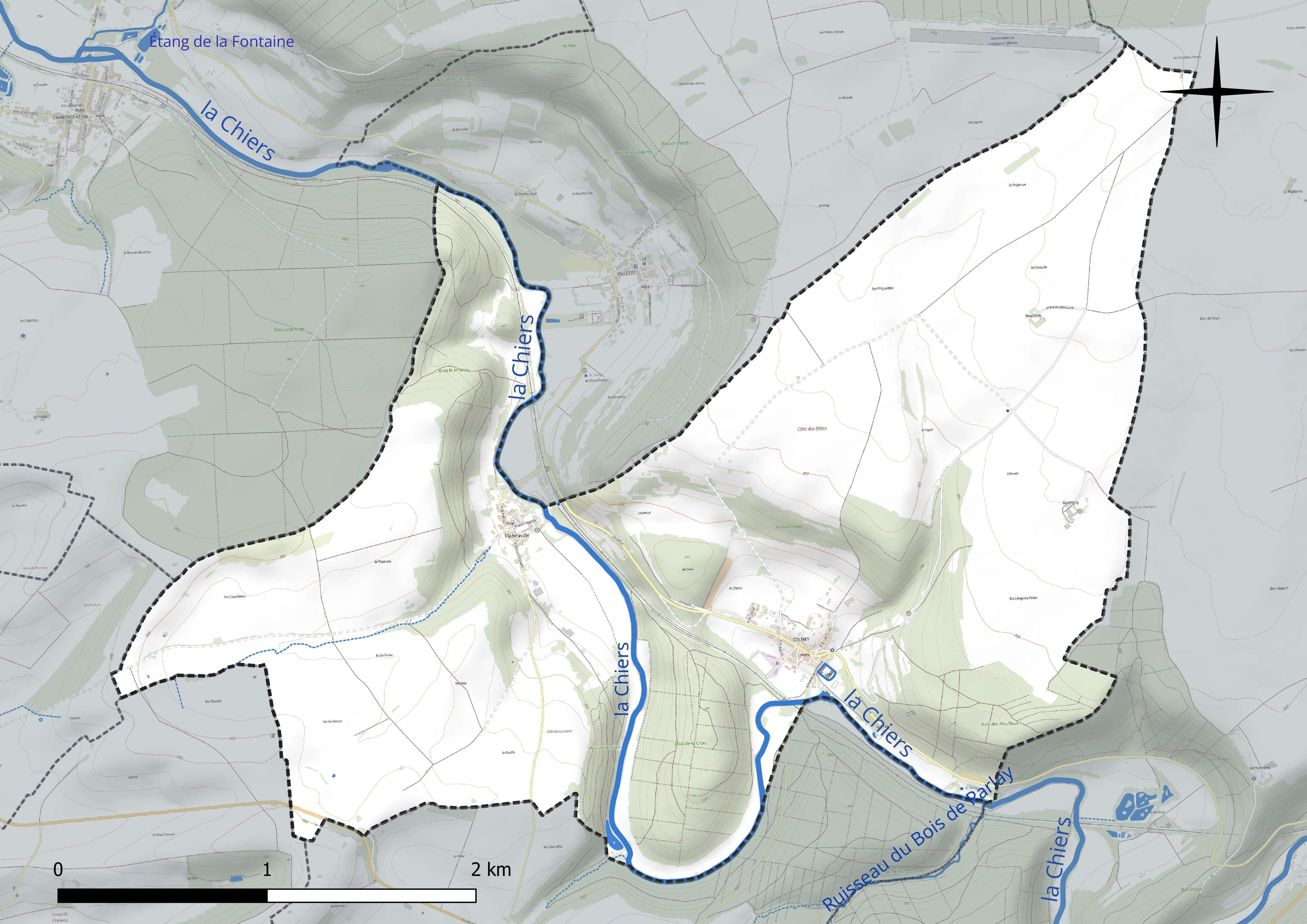
Réseau hydrographique de Colmey.

#### Gestion et qualité des eaux
Le territoire communal est couvert par le schéma d'aménagement et de gestion des eaux (SAGE) « Bassin ferrifère ». Ce document de planification concerne le périmètre des anciennes galeries des mines de fer, des aquifères et des bassins versants hydrographiques associés qui s’étend sur 2 418 km2. Les bassins versants concernés sont celui de la Chiers en amont de la confluence avec l'Othain, et ses affluents (la Crusnes, la Pienne, l'Othain), celui de l'Orne et ses affluents et celui de la Fensch, le Veymerange, la Kiesel et les parties françaises du bassin versant de l'Alzette et de ses affluents (Kaylbach, ruisseau de Volmerange). Il a été approuvé le 27 mars 2015. La structure porteuse de l'élaboration et de la mise en œuvre est la région Grand Est. 
La qualité des cours d’eau peut être consultée sur un site dédié géré par les agences de l’eau et l’Agence française pour la biodiversité. 

### Climat
Pour des articles plus généraux, voir Climat du Grand Est et Climat de Meurthe-et-Moselle.
En 2010, le climat de la commune est de type climat de montagne, selon une étude du Centre national de la recherche scientifique s'appuyant sur une série de données couvrant la période 1971-2000. En 2020, Météo-France publie une typologie des climats de la France métropolitaine dans laquelle la commune est dans une zone de transition entre le climat océanique altéré et le climat océanique altéré et est dans la région climatique  Lorraine, plateau de Langres, Morvan, caractérisée par un hiver rude (1,5 °C), des vents modérés et des brouillards fréquents en automne et hiver. 
Pour la période 1971-2000, la température annuelle moyenne est de 9,5 °C, avec une amplitude thermique annuelle de 15,8 °C. Le cumul annuel moyen de précipitations est de 947 mm, avec 13,8 jours de précipitations en janvier et 9,6 jours en juillet. Pour la période 1991-2020, la température moyenne annuelle observée sur la station météorologique de Météo-France la plus proche, « Villette », sur la commune de Villette à 2 km à vol d'oiseau, est de 10,1 °C et le cumul annuel moyen de précipitations est de 909,4 mm. 
La température maximale relevée sur cette station est de 39 °C, atteinte le 25 juillet 2019 ; la température minimale est de −14,8 °C, atteinte le 20 décembre 2009,,. 
Les paramètres climatiques de la commune ont été estimés pour le milieu du siècle (2041-2070) selon différents scénarios d'émission de gaz à effet de serre à partir des nouvelles projections climatiques de référence DRIAS-2020. Ils sont consultables sur un site dédié publié par Météo-France en novembre 2022.

## Urbanisme

### Typologie
Au 1er janvier 2024, Colmey est catégorisée commune rurale à habitat très dispersé, selon la nouvelle grille communale de densité à sept niveaux définie par l'Insee en 2022.
Elle est située hors unité urbaine et hors attraction des villes,.

### Occupation des sols
L'occupation des sols de la commune, telle qu'elle ressort de la base de données européenne d’occupation biophysique des sols Corine Land Cover (CLC), est marquée par l'importance des territoires agricoles (74,7 % en 2018), une proportion identique à celle de 1990 (74,7 %). La répartition détaillée en 2018 est la suivante : terres arables (56,8 %), forêts (25,3 %), prairies (9,8 %), zones agricoles hétérogènes (8,1 %). L'évolution de l’occupation des sols de la commune et de ses infrastructures peut être observée sur les différentes représentations cartographiques du territoire : la carte de Cassini (XVIIIe siècle), la carte d'état-major (1820-1866) et les cartes ou photos aériennes de l'IGN pour la période actuelle (1950 à aujourd'hui).

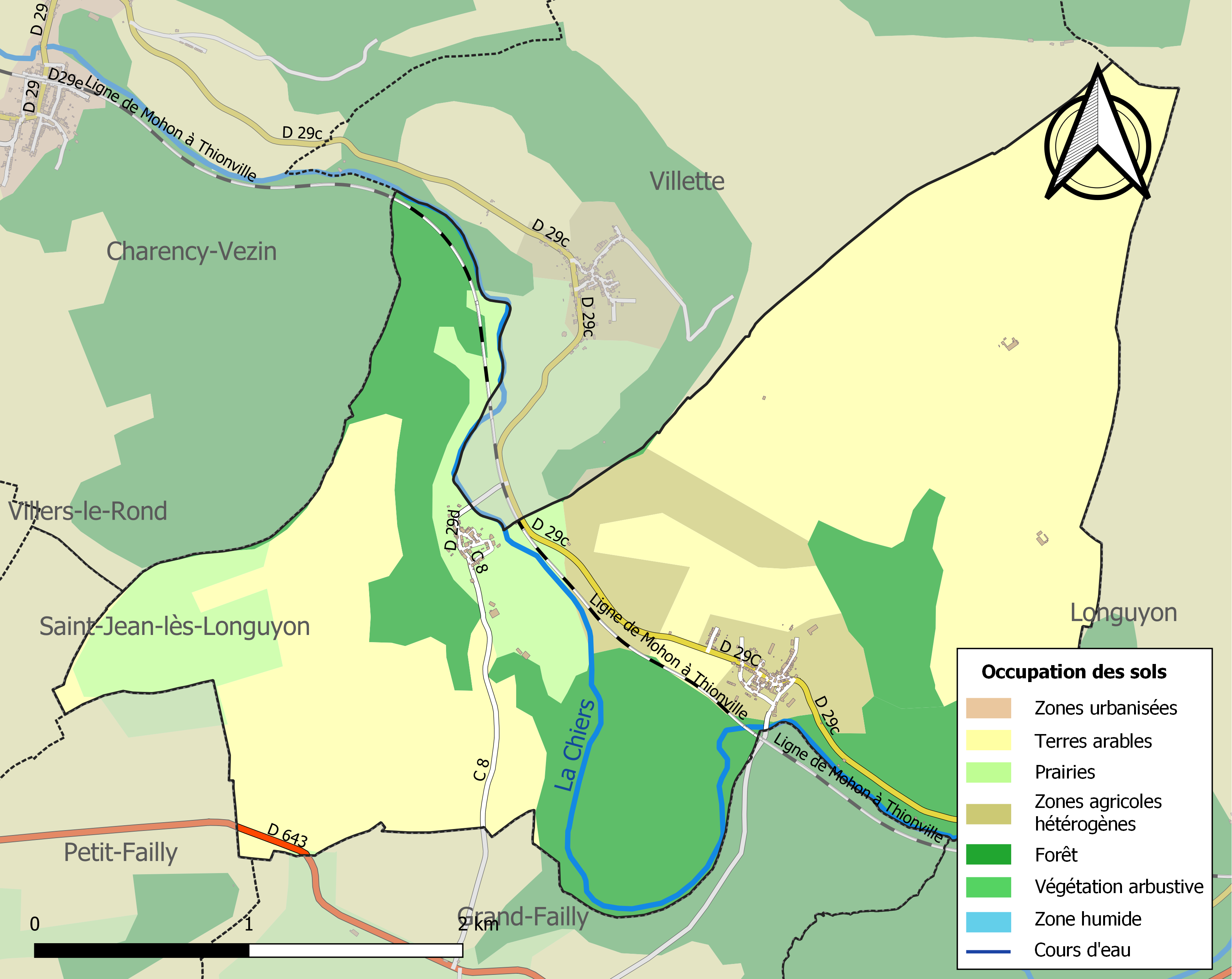
Carte des infrastructures et de l'occupation des sols de la commune en 2018 (CLC).

## Toponymie
Le nom de la localité est attesté sous les formes Colomiès de Jany (1273) ; Colemey (1354) ; Coulemay (XVe siècle) ; Coullemey (1499) ; Coulmey (1573) ; Colmeyum (XVIIe siècle) ; Coulmy (1618) ; Colmé (1681) ; Coulmé (1682) ; Colmei (1749).

Il y a plusieurs hypothèses qui donnent l'origine du nom Colmey :
- La première hypothèse dit que Colmey vient du patois lorrain en voie de disparition, donne « mauvais col ».
- La deuxième hypothèse dans plusieurs ouvrages évoque l'idée que Colmey dériverait de colombier.

Finalement, la dernière hypothèse est celle d'Auguste Terquem dans un livre sorti en 1864 sur l'étymologie des villes et villages mosellans qui donnerait pour 'col, colonus, c'est-à-dire « cultivateur ou habitation de cultivateur » tandis que mey viendrait de « maîtairie ».

## Histoire
- Village de l'ancienne province du Barrois.
- Flabeuville a été rattaché à Colmey en 1811.

## Politique et administration
| Période                                  | Période                   | Identité                                        | Étiquette | Qualité                                                 |
| ---------------------------------------- | ------------------------- | ----------------------------------------------- | --------- | ------------------------------------------------------- |
| Les données manquantes sont à compléter. |                           |                                                 |           |                                                         |
| 1945                                     | 1989                      | Pierre de Boissonneaux de Chevigny              | RI        | Agriculteur - Député (1956-1958) - Sénateur (1959-1974) |
| mars 2001                                | En cours (au 23 mai 2020) | François Didier, Réélu pour le mandat 2020-2026 |           | Agriculteur sur moyenne exploitation                    |

## Population et société

### Démographie
L'évolution du nombre d'habitants est connue à travers les recensements de la population effectués dans la commune depuis 1793. Pour les communes de moins de 10 000 habitants, une enquête de recensement portant sur toute la population est réalisée tous les cinq ans, les populations de référence des années intermédiaires étant quant à elles estimées par interpolation ou extrapolation. Pour la commune, le premier recensement exhaustif entrant dans le cadre du nouveau dispositif a été réalisé en 2008.

En 2022, la commune comptait 244 habitants, en évolution de −3,94 % par rapport à 2016 (Meurthe-et-Moselle : −0,13 %, France hors Mayotte : +2,11 %).
| 1793 | 1800 | 1806 | 1821 | 1836 | 1841 | 1861 | 1866 | 1872 |
| ---- | ---- | ---- | ---- | ---- | ---- | ---- | ---- | ---- |
| 311  | 268  | 286  | 760  | 900  | 900  | 582  | 542  | 549  |

| 1876 | 1881 | 1886 | 1891 | 1896 | 1901 | 1906 | 1911 | 1921 |
| ---- | ---- | ---- | ---- | ---- | ---- | ---- | ---- | ---- |
| 530  | 480  | 463  | 454  | 422  | 413  | 355  | 339  | 406  |

| 1926 | 1931 | 1936 | 1946 | 1954 | 1962 | 1968 | 1975 | 1982 |
| ---- | ---- | ---- | ---- | ---- | ---- | ---- | ---- | ---- |
| 373  | 374  | 357  | 350  | 376  | 350  | 341  | 315  | 321  |

| 1990 | 1999 | 2006 | 2008 | 2013 | 2018 | 2022 | - | - |
| ---- | ---- | ---- | ---- | ---- | ---- | ---- | - | - |
| 273  | 245  | 275  | 283  | 264  | 245  | 244  | - | - |

## Culture locale et patrimoine

### Lieux et monuments

#### Édifices civils

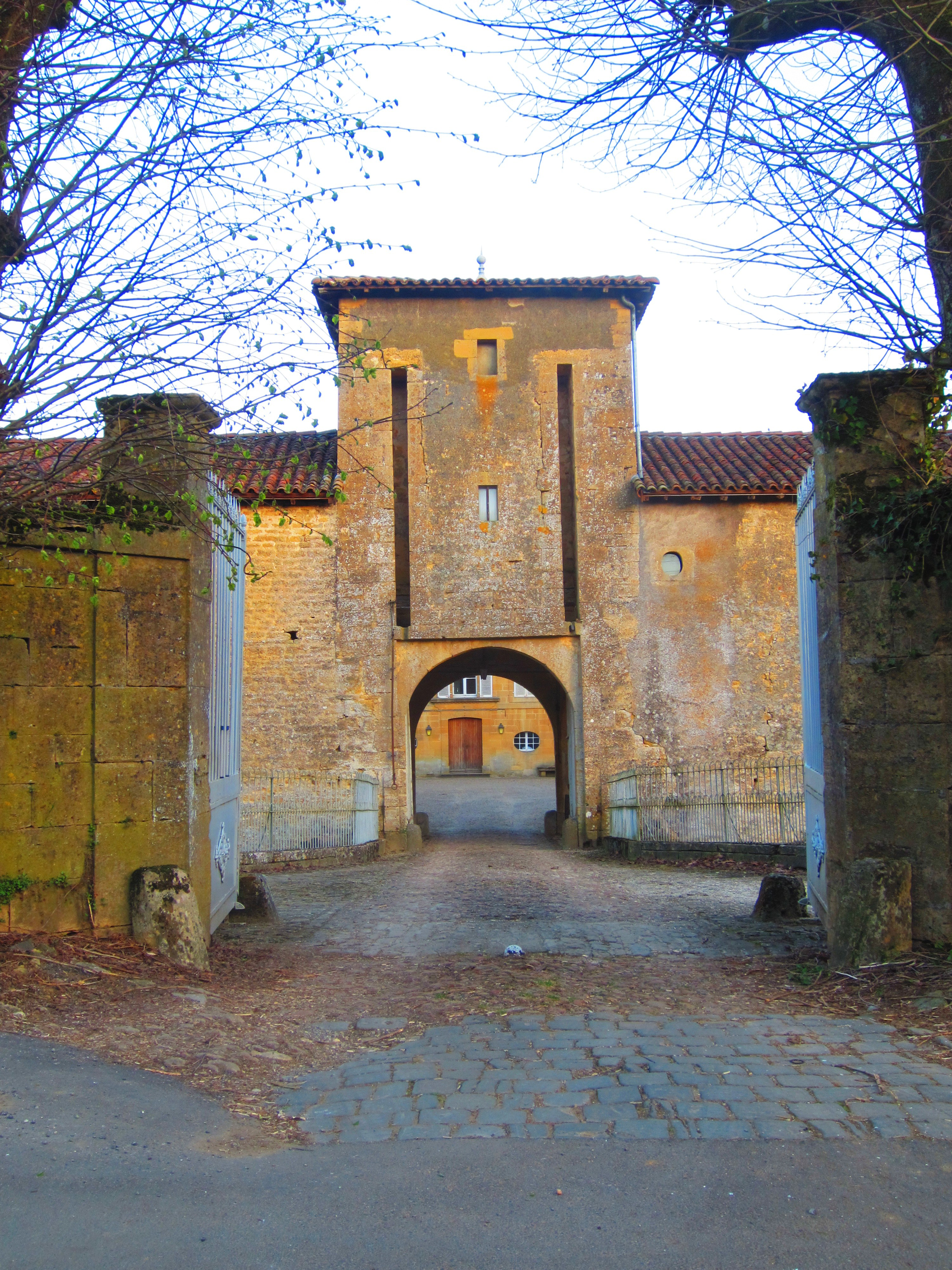
Entrée du château fort de Martigny.

- Présence gallo-romaine, surtout à Flabeuville;
- voie romaine;
- Puits romain à la ferme de Martigny;
- Château fort de Martigny construit en 1573 dans la seigneurie barroise de Colmey pour Marguerite de Xivry (épouse de Jean de la Mouillie), sur autorisation du duc Charles III, passée par mariages aux familles de Wopersnow et du Han, seigneur de Martigny, puis au capitaine Girault baron de Martigny (qui entreprit de nombreux travaux, dont la reconstruction du corps de logis et la creation d'un jardin à la française). Le château est transmis par héritage ou par alliance aux familles Soleirol, Husson puis Chevigny. L'actuel propriétaire est Hubert de Chevigny. De la maison forte primitive subsistent encore la façade ouest de l'enceinte avec au milieu une tour porche et la tour d'angle sud-ouest. Construction au début du XIXe siècle d'une grande maison d'habitation. Éléments défensifs. Le château de Martigny est inscrit au titre des monuments historiques par arrêté du 24 juillet 1972 pour les façades et toitures du château et des communs ainsi que pour les douves[23].
- Borne dite Borne des Trois Évêchés, à Bouillon. Borne du XVIIIe siècle ?, dite des trois évêchés, marquant la limite entre la généralité des trois évêchés et celles de Lorraine et Barrois.

#### Édifices religieux
- Église paroissiale de L'Assomption-de la-Vierge reconstruite à partir de 1878 ; a remplacé une église construite en 1767, les deux niveaux inférieurs de la tour clocher ayant été conservés.
- Église paroissiale Saint-Hubert à Flabeuville. Église du XVIe siècle à la collation du prieuré Saint-Gilles de Dun dont il subsiste la tour porche en façade, nef et chœur reconstruits au XVIIIe siècle, éléments défensifs.
- Chapelle Saint-Hubert construite limite XVe siècle/XVIe siècle à l'initiative de l'abbaye Saint-Hubert d'Ardenne, propriétaire de biens à Flabeuville. Partiellement repercée au XVIIIe siècle, ancien ossuaire de Flabeuville, édifice classé au titre des monuments historiques par arrêté du 25 octobre 1990[24].
- Chapelle Saint-Joseph, située C.D.29c, de plan octogonal reconstruite en 1818 par Justin de Soleyrol, qui a servi de sépulture à sa descendance, aujourd'hui la famille de Boissonneaux de Chevigny.

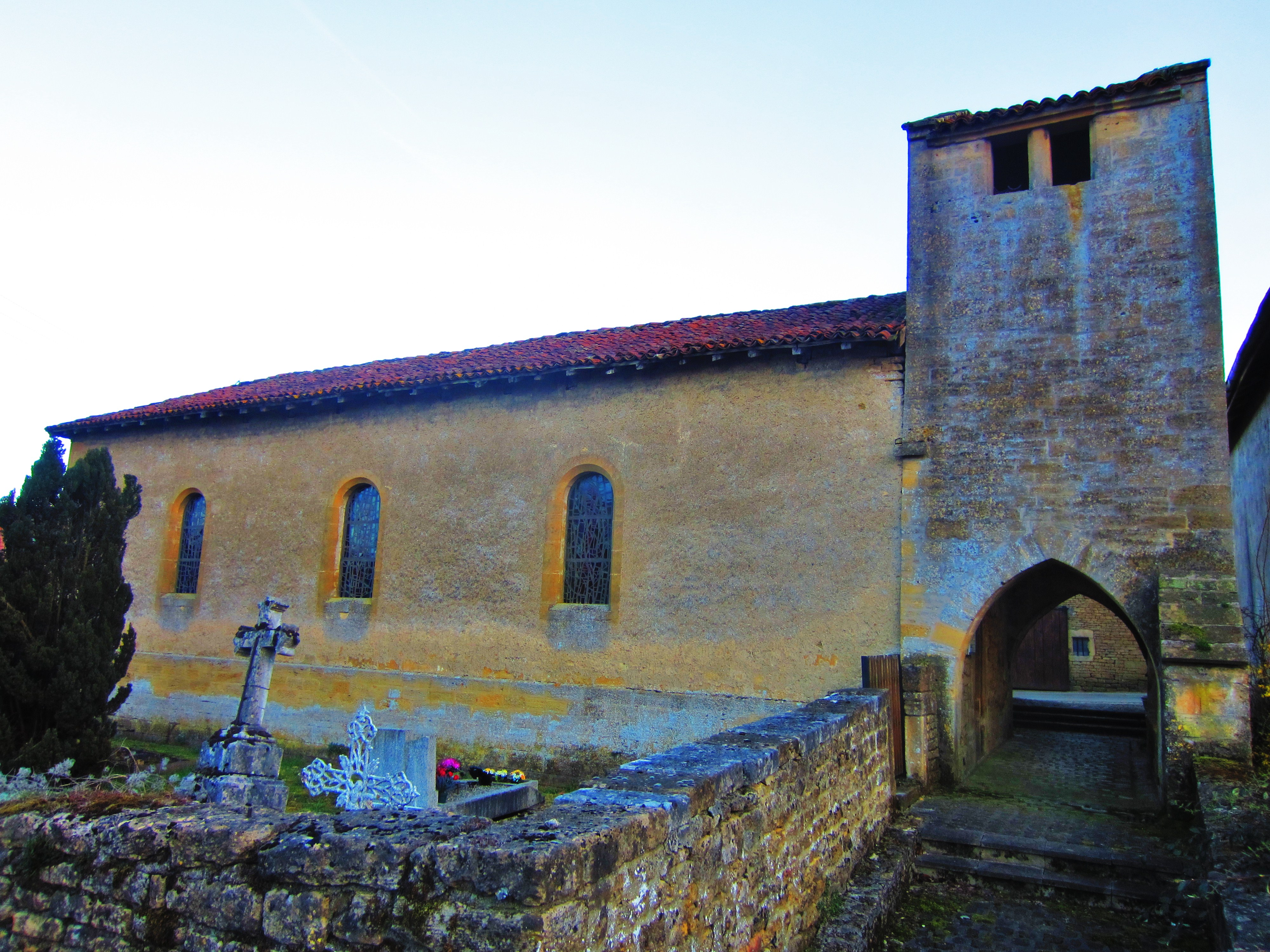
Église Saint-Hubert à Flabeuville.
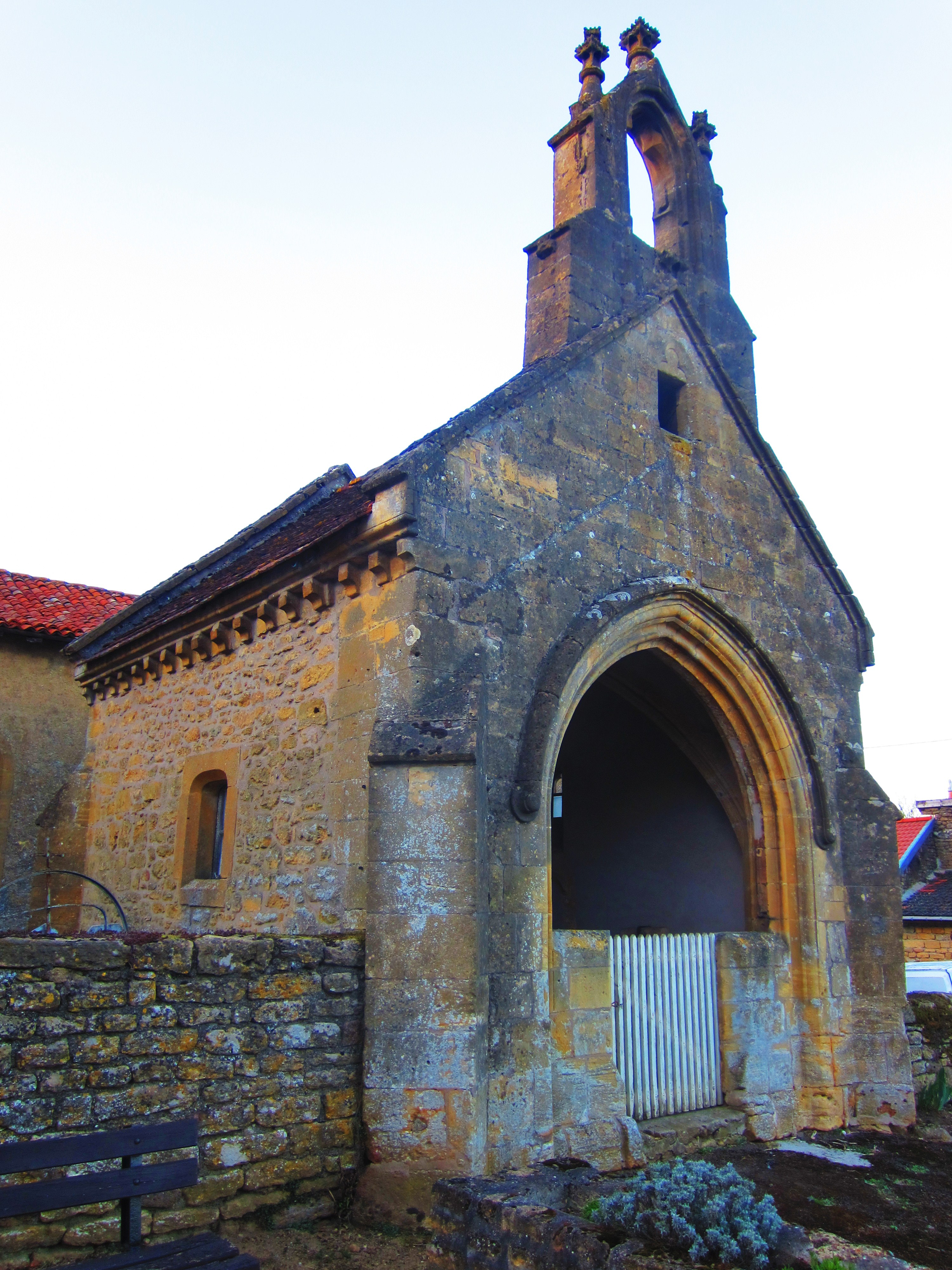
Ancien ossuaire dit Chapelle Saint-Hubert à Flabeuville.
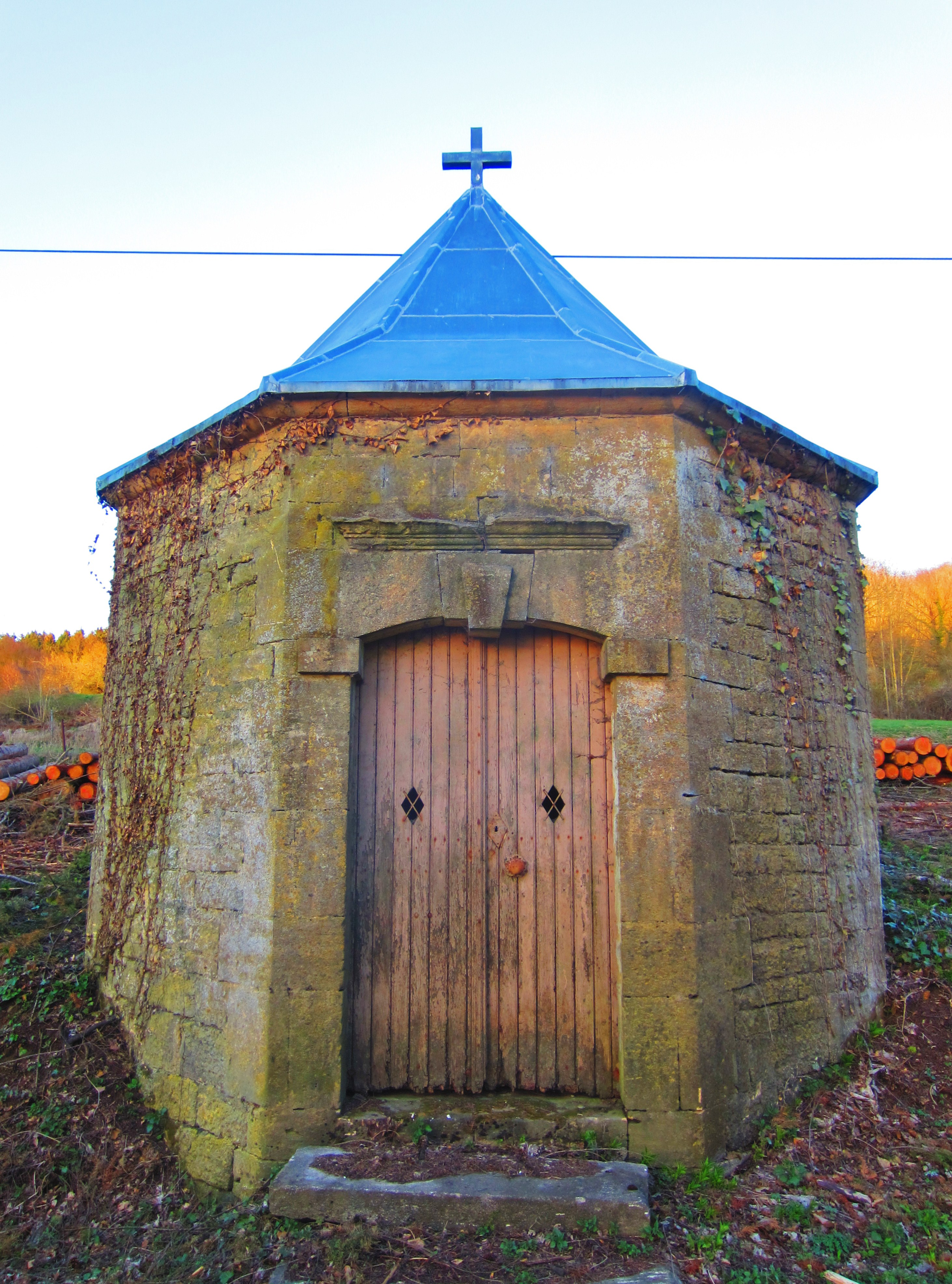
Chapelle Saint-Joseph.

### Personnalités liées à la commune
- Jacqueline de Chevigny (1911-1993), plus connue sous son nom de religion de sœur Jeanne d'Arc o.p. - une religieuse dominicaine et une bibliste - est inhumée dans le cimetière.
- Pierre de Chevigny (1914-2001), personnalité politique française.
- Hubert de Chevigny (1949-2022), aviateur, explorateur, concepteur d'avion et conférencier français.

### Héraldique, logotype et devise
| Blason de Colmey | Blason  | D'azur semé de croix recroisetées au pied fiché d'or, à deux bars adossés de même brochants, à l'émanché de deux pièces d'argent brochant sur le tout. |
| Blason de Colmey | Détails | Le statut officiel du blason reste à déterminer. |